# Cleisostoma fuerstenbergianum
Cleisostoma fuerstenbergianum là một loài thực vật có hoa trong họ Lan. Loài này được Kraenzl. mô tả khoa học đầu tiên năm 1909.